# مت مالوی
مت مالوی (انگلیسی: Matt Malloy؛ زادهٔ ۱۲ ژانویهٔ ۱۹۶۳) یک هنرپیشه، و بازیگر سینما اهل ایالات متحده آمریکا است.
از فیلم‌ها یا برنامه‌های تلویزیونی که وی در آن نقش داشته‌است می‌توان به سیرا برگس یک بازنده است، تغییر خطوط، همسران استپفورد، آخر خوشگل‌ها، اقبال کلوچه، کمپانی مردان، شکوه صبح، والس دو بیتی، فریبکار و هشداردهنده اشاره کرد.